# ماسييرا، سانتا كاتارينا
ماسييرا بلدية في ولاية سانتا كاتارينا في المنطقة الجنوبية من البرازيل.